# Pogórze Kazachskie

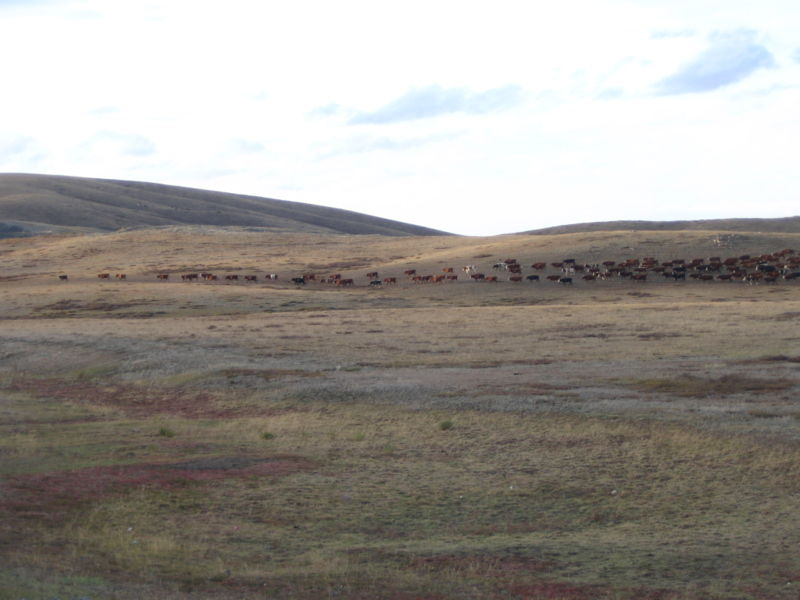
Pogórze Kazachskie

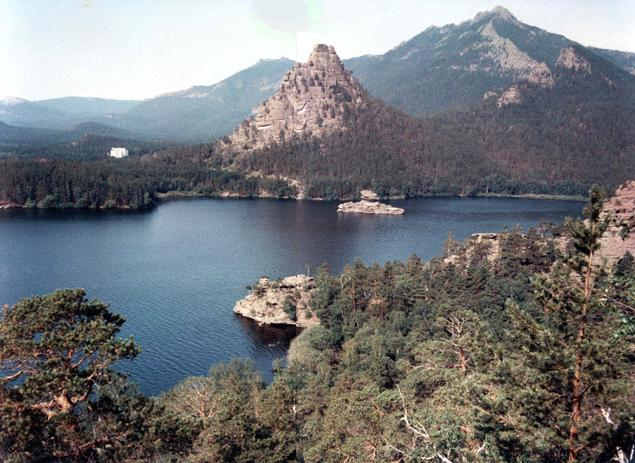
Jezioro Burabaj na Wyżynie Kokczetawskiej

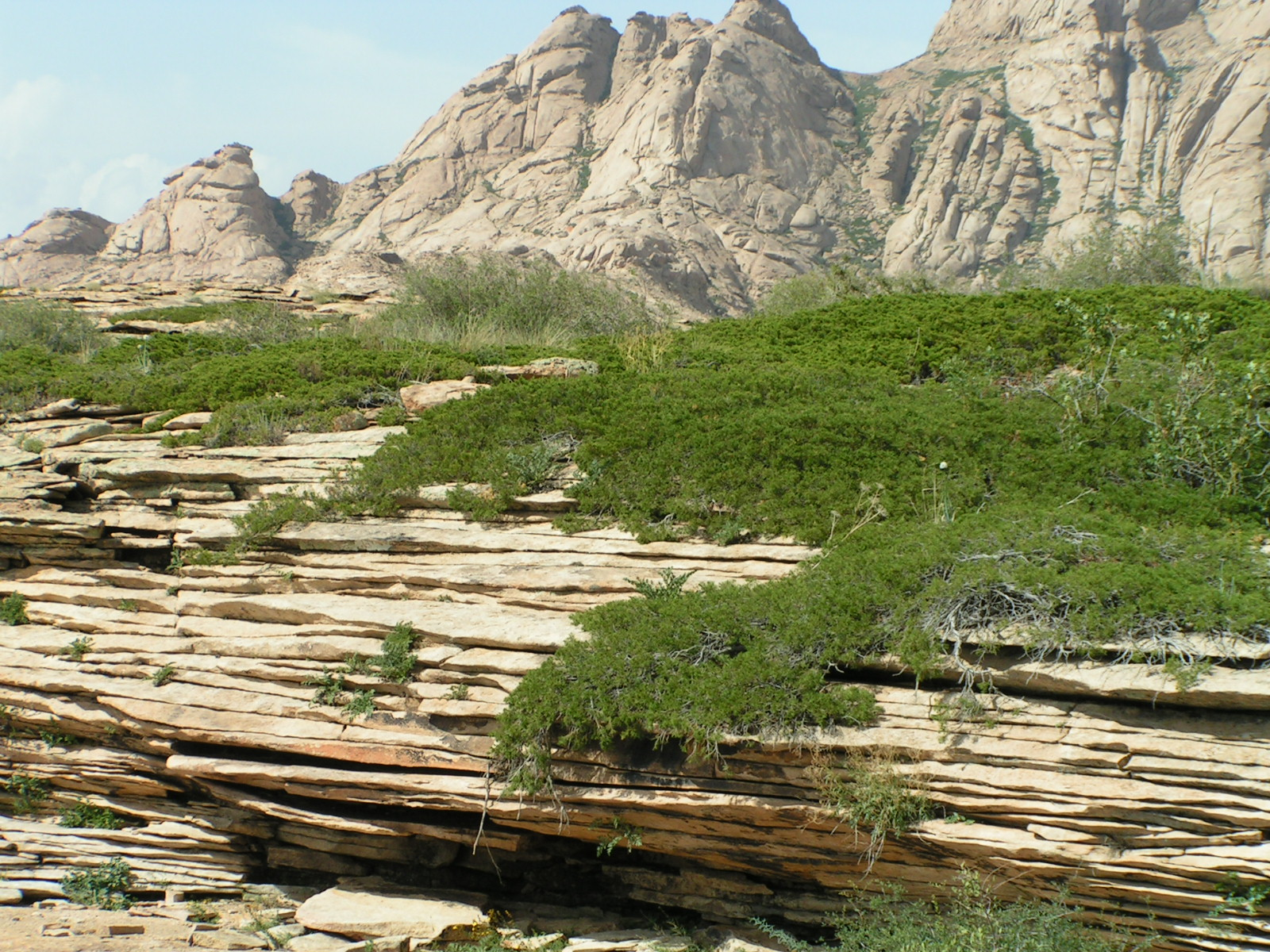
Bektauata nad jeziorem Bałchasz

Pogórze Kazachskie, do 2005 Pogórze Kazaskie (kaz. Қазақтың ұсақ шоқысы, Kazaktyng usak szokysy; Сарыарқа, Saryarka, dosł. żółty grzbiet; ros. Казахский мелкосопочник, Kazachskij miełkosopocznik; Сары-Арка, Sary-Arka) – obszar wyżynno-górski w Kazachstanie.
Rozciąga się między Niziną Turańską i Płaskowyżem Turgajskim na zachodzie, Niziną Zachodniosyberyjską na północy, górskimi obszarami Tienszanu, Tarbagataj i Ałtaju na wschodzie i Kotliną Bałchasko-Ałakolską na południu.
Jest to silnie wyrównany obszar dawnych gór wchodzący w skład uralsko-ochockiej strefy fałdowej, sfałdowany w orogenezie bajkalskiej, a następnie kaledońskiej i hercyńskiej, silnie zdyslokowany i wypiętrzony wzdłuż uskoków w wyniku orogonezy alpejskiej. Pogórze ciągnie się z zachodu na wschód na odległość prawie 1200 km. Wznoszą się nad nim izolowane wzniesienia i pagóry dochodzące do 100 m wysokości względnej (ros. miełkosopocznik). Pogórze zbudowane jest z silnie zdyslokowanych paleozoicznych łupków metamorficznych, kwarcytów, piaskowców i wapieni, przykrytych grubą warstwą osadów mezozoiczno-kenozoicznych, które są poprzerywane granitami, diorytami, porfirami i tufami. Skały wylewne zajmują ok. 60% ogólnej powierzchni.
Stosunkowo szeroki pas równin biegnący z północy (od jeziora Tengyz) na południe dzieli Pogórze na dwie części. Część wschodnia jest większa, bardziej urzeźbiona i wyższa. Wyróżnia się w niej oddzielne, granitowe i kwarcytowe masywy górskie, z których największy jest Aksorang osiągający wysokość 1565 m n.p.m. W mniejszej i bardziej płaskiej części zachodniej znajduje się tylko jedno większe pasmo górskie Ułytau z najwyższym szczytem wznoszącym się na wysokość 1133 m n.p.m. 
Sieć rzeczna na Pogórzu Kazachskim jest uboga. Przeważają rzeki okresowe, które wypełniają się wodą w okresie zimy. Są to dopływy Obu (na północy) i rzeki bezodpływowe (na południu). Na północy przeważają stepy, natomiast na południu pustynie i półpustynie. Na zboczach wyższych gór rosną lasy sosnowe a w dolinach rzek występują łąki i zarośla.
Na Pogórzu Kazachskim znajdują się różnorodne złoża mineralne, m.in. węgla kamiennego, rud żelaza, miedzi, manganu, polimetali, złota i metali rzadkich.